# Spermophorides
Genre
Spermophorides est un genre d'araignées aranéomorphes de la famille des Pholcidae.

## Distribution
Les espèces de ce genre se rencontrent en Afrique et en Europe du Sud.

## Liste des espèces
Selon World Spider Catalog (version 14.5, 2014) :
- Spermophorides africana Huber, 2007
- Spermophorides anophthalma Wunderlich, 1999
- Spermophorides baunei Wunderlich, 1995
- Spermophorides caesaris (Wunderlich, 1987)
- Spermophorides cuneata (Wunderlich, 1987)
- Spermophorides elevata (Simon, 1873)
- Spermophorides esperanza (Wunderlich, 1987)
- Spermophorides flava Wunderlich, 1992
- Spermophorides fuertecavensis Wunderlich, 1992
- Spermophorides fuerteventurensis (Wunderlich, 1987)
- Spermophorides gibbifera (Wunderlich, 1987)
- Spermophorides gomerensis (Wunderlich, 1987)
- Spermophorides hermiguensis (Wunderlich, 1987)
- Spermophorides heterogibbifera (Wunderlich, 1987)
- Spermophorides hierroensis Wunderlich, 1992
- Spermophorides huberti (Senglet, 1973)
- Spermophorides icodensis Wunderlich, 1992
- Spermophorides lanzarotensis Wunderlich, 1992
- Spermophorides lascars Saaristo, 2001
- Spermophorides mamma (Wunderlich, 1987)
- Spermophorides mammata (Senglet, 1973)
- Spermophorides mediterranea (Senglet, 1973)
- Spermophorides mercedes (Wunderlich, 1987)
- Spermophorides petraea (Senglet, 1973)
- Spermophorides pseudomamma (Wunderlich, 1987)
- Spermophorides ramblae Wunderlich, 1992
- Spermophorides reventoni Wunderlich, 1992
- Spermophorides sciakyi (Pesarini, 1984)
- Spermophorides selvagensis Wunderlich, 1992
- Spermophorides simoni (Senglet, 1973)
- Spermophorides tenerifensis (Wunderlich, 1987)
- Spermophorides tenoensis Wunderlich, 1992
- Spermophorides tilos (Wunderlich, 1987)
- Spermophorides valentiana (Senglet, 1973)

## Publication originale
- Wunderlich, 1992 : Die Spinnen-Fauna der Makaronesischen Inseln: Taxonomie, Ökologie, Biogeographie und Evolution. Beiträge zur Araneologie, vol. 1, p. 1-619.